# Assassinat de Jean Jaurès
Vous lisez un « bon article » labellisé en 2008.
L’assassinat de Jean Jaurès, député français du Tarn et homme politique socialiste, a lieu le vendredi 31 juillet 1914 à 21 h 40, alors qu’il dîne au Café du Croissant, rue Montmartre, dans le 2e arrondissement de Paris, au cœur de la République du Croissant, non loin du siège de son journal, L'Humanité. Il est atteint par deux coups de feu : une balle perfore son crâne et l’autre se niche dans une boiserie. Le célèbre homme politique s’effondre, mortellement atteint.
Commis trois jours avant l'entrée de la France dans la Première Guerre mondiale, ce meurtre met un terme aux efforts désespérés que Jaurès avait entrepris depuis l’attentat de Sarajevo pour empêcher la déflagration militaire en Europe. Il précipite le ralliement de la majorité de la gauche française à l’Union sacrée, y compris beaucoup de socialistes et de syndicalistes qui refusaient jusque-là de soutenir la guerre. Cette Union sacrée n’existe plus en 1919 lorsque son assassin, Raoul Villain, est acquitté. Le transfert des cendres de Jaurès au Panthéon, en 1924, souligne une autre rupture politique intervenue au sein de la gauche, entre communistes et socialistes.

## Contexte

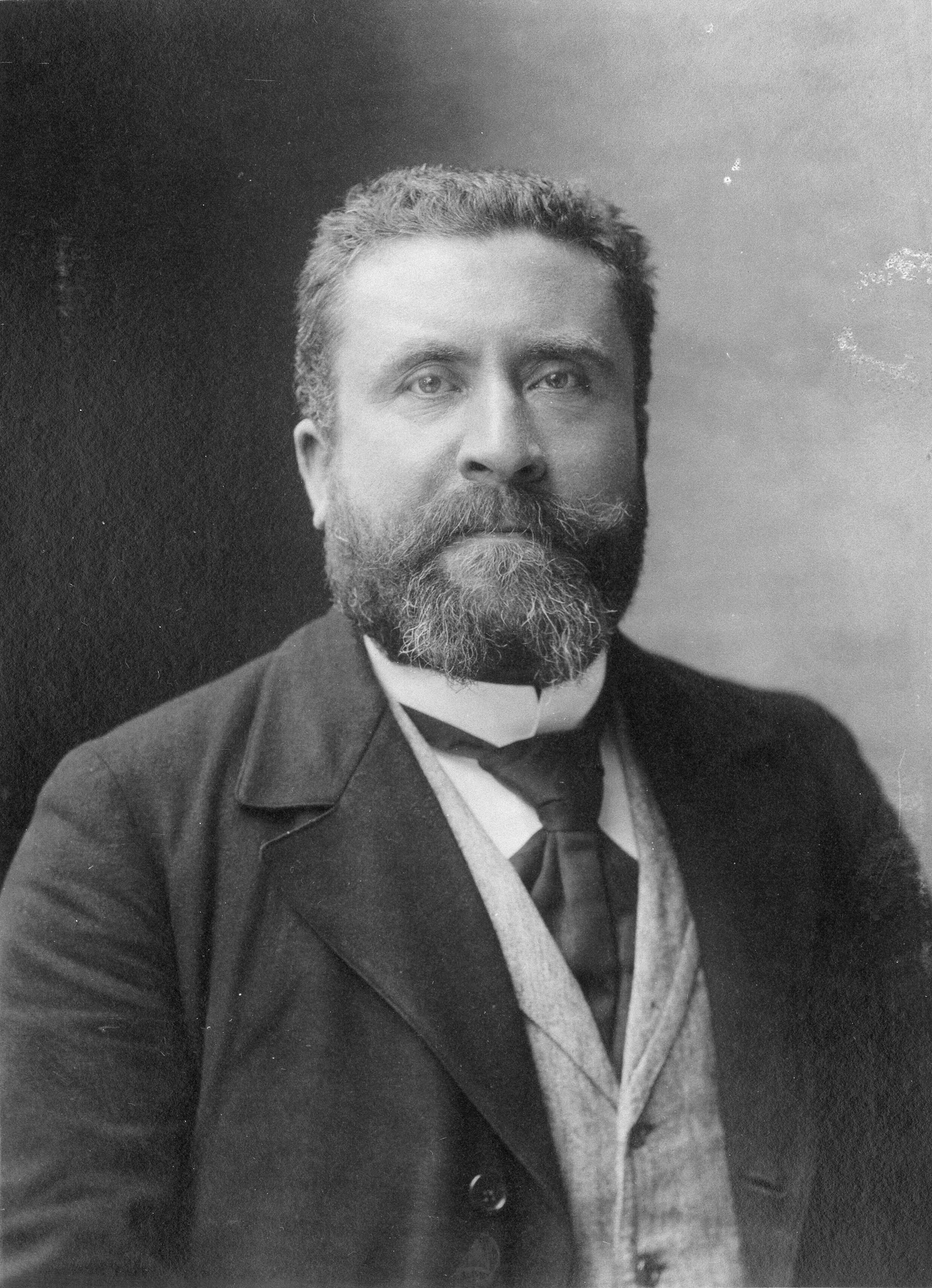
Jean Jaurès.

Depuis l’attentat de Sarajevo le 28 juin 1914, les États européens se trouvent progressivement entraînés par le jeu des Alliances dans une nouvelle crise internationale qui conduit en un mois à la Première Guerre mondiale. Jaurès, le plus éminent des opposants à la guerre, va, tout au long de ces quatre semaines, sentir monter inexorablement la tension et tentera jusqu’à sa mort de s’y opposer.
À cinquante-quatre ans, Jean Jaurès est la principale personnalité du mouvement socialiste français, la SFIO (Section française de l’Internationale ouvrière), et une personnalité célèbre du socialisme international, en particulier depuis la mort en 1913 d’August Bebel, le leader de la social-démocratie allemande. Jaurès, qui est entré en politique en 1885 comme député républicain, admirateur de Gambetta, et soutien du gouvernement Jules Ferry, est très attaché à la Défense de la patrie, comme il l’explique dans son livre L’Armée nouvelle, publié en 1911, critiquant la célèbre phrase de Marx : « les prolétaires n’ont pas de patrie ». Il était cependant convaincu que les guerres étaient provoquées par le choc des intérêts capitalistes et qu’il était du devoir de la classe ouvrière de s’y opposer.
Il soutient avec le groupe socialiste le gouvernement Viviani qui lui semble réellement hostile à la guerre. Le 14 juillet, au congrès extraordinaire de la SFIO qui se réunit jusqu’au 19, il se montre confiant dans la volonté de la classe ouvrière et de ses représentants dans les principaux pays de s’opposer au conflit, y compris en utilisant l’arme de la grève générale. Il soutient la motion Keir-Hardie-Vaillant, des noms d’un socialiste britannique et d’un français, qui préconisait l’appel à la grève en cas de conflit imminent : « plutôt l’insurrection que la guerre », à quoi Jaurès ajoute que cette grève devra être « simultanément et internationalement organisée ». Cela lui vaut d’être attaqué par un journal comme Le Temps, qui le 18 juillet l’accuse de soutenir la « thèse abominable qui conduirait à désarmer la nation, au moment où elle est en péril », ce à quoi il répond dans L’Humanité que « la grève paralyserait aussi l’agresseur ».

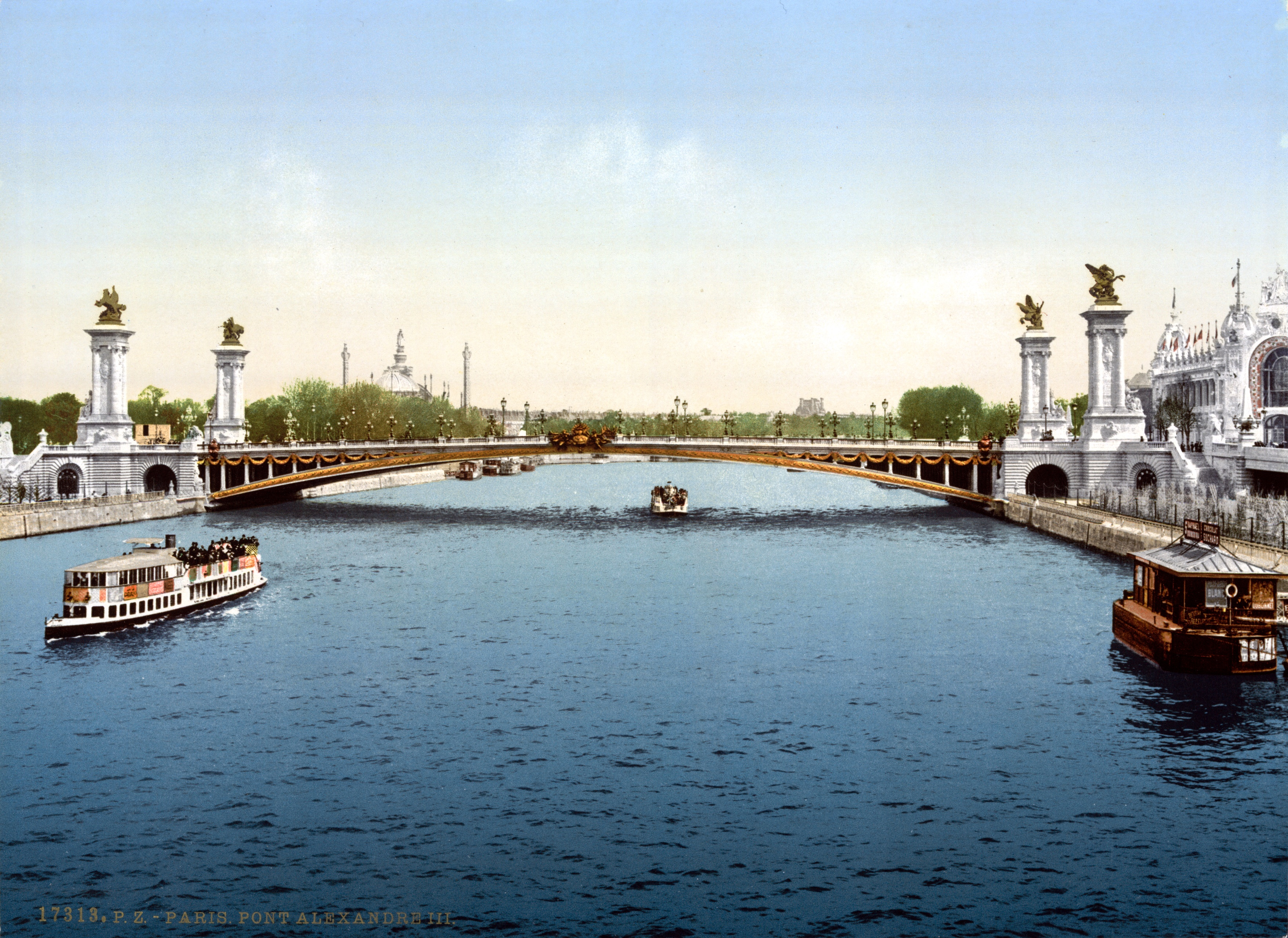
Le pont Alexandre-III en 1900, symbole de l’alliance franco-russe.

Il apprend avec inquiétude l’accroissement des engagements pris dans le cadre de l’alliance franco-russe que vont célébrer à Saint-Pétersbourg le président de la République Poincaré et le président du Conseil Viviani entre les 20 et 23 juillet. Or, toute la stratégie de Jaurès depuis des mois consiste à condamner l’alliance avec la Russie despotique et de rechercher la médiation et le rapprochement avec l’Angleterre — en vain. Lorsqu’il est informé de la rupture des relations diplomatiques entre l’Autriche et la Serbie le 24, il prend conscience de la gravité des menaces. Venu le 25 juillet soutenir Marius Moutet, candidat socialiste à une élection partielle à Vaise, dans un faubourg de Lyon, il dénonce dans un discours les « massacres à venir ». Ainsi qu’il le confesse à Joseph Paul-Boncour, directeur de cabinet de Viviani, le pessimisme le gagne quand il s’exprime fataliste :

« Ah ! croyez vous, tout, tout faire encore pour empêcher cette tuerie ?… D’ailleurs, on nous tuera d’abord, on le regrettera peut-être après. »

Croyant pouvoir encore faire pression sur le gouvernement, il garde une certaine réserve vis-à-vis de la manifestation organisée le 27 juillet à Paris par la CGT. La direction du parti socialiste qui se réunit le 28 juillet, à l’instigation de Jaurès, exprime à nouveau son soutien au gouvernement.
Tout à son espoir que Paris et Berlin sauront retenir leurs alliés réciproques, il se rend à la réunion d’urgence du Bureau socialiste international de la Deuxième Internationale qui se réunit à Bruxelles les 29 et 30 juillet, à la demande des socialistes français. Il s’agit de pousser les dirigeants allemands et français à agir sur leurs alliés. Le bureau décide de convoquer le congrès de l’Internationale socialiste le 9 août à Paris au lieu du 23 à Vienne. Dans une atmosphère un peu surréaliste, la plupart des délégués, dont Hugo Haase, le coprésident du SPD allemand, se disent confiants dans la capacité des peuples à éviter la guerre. Le 29 au soir, au Cirque Royal, Jaurès et Rosa Luxemburg sont acclamés lors d’un meeting massif contre la guerre. Le Bureau socialiste international vote à l’unanimité un appel au renforcement des manifestations contre la guerre.
Jaurès veut user du pouvoir des forces syndicales et politiques mais sans paralyser l’action des gouvernements et pour ce faire, convainc Léon Jouhaux, le 30 juillet, de reporter la journée de manifestation prévue par la CGT le 2 août au 9.

« Le plus grand danger à l’heure actuelle n’est pas, si je puis dire, dans les événements eux-mêmes. […] Il est dans l’énervement qui gagne, dans l’inquiétude qui se propage, dans les impulsions subites qui naissent de la peur, de l’incertitude aiguë, de l’anxiété prolongée. […] Ce qui importe avant tout, c’est la continuité de l’action, c’est le perpétuel éveil de la pensée et de la conscience ouvrière. Là est la vraie sauvegarde. Là est la garantie de l’avenir. »

— Jean Jaurès - Extraits de son dernier article dans L’Humanité du 31 juillet 1914

## Vendredi 31 juillet 1914,21h40: l’assassinat
Lorsqu’il rentre à Paris, le 30 juillet dans l’après-midi, il apprend que la Russie mobilise. À la tête d’une délégation socialiste, il obtient vers 20 heures une audience avec Viviani qui lui révèle l’état d’avancement de la préparation des troupes aux frontières. Jaurès l’implore d’éviter tout incident avec l’Allemagne. Viviani lui répond qu’il a ordonné aux troupes françaises de reculer de dix kilomètres par rapport à la frontière afin d’éviter tout risque d’incident avec l’Allemagne.
Le 31 juillet au matin, la presse parisienne unanime voit l’Europe « au bord du gouffre ». Après avoir consulté ses proches comme Charles Rappoport ou Lucien Lévy-Bruhl, Jaurès se rend à la Chambre où il prend connaissance de la mobilisation autrichienne et de la déclaration de l’état de menace de guerre (Kriegsgefahrzustand) en Allemagne.
Il décide de rencontrer à nouveau le président du Conseil, par ailleurs ministre des Affaires étrangères, mais ne voit que le sous-secrétaire d’État aux Affaires étrangères, Abel Ferry, neveu de Jules Ferry. Au même moment Viviani n’est pas disponible, car il reçoit l’ambassadeur allemand, le comte von Schoen, venu communiquer l’ultimatum de son gouvernement à la France : dire avant le 1er août à 13 heures si elle se solidarisait avec la Russie. Il comprend que le conflit ne peut plus être évité. Au même moment, tous les maires de France sont avertis par les préfets de tenir prêts les chevaux et les voitures pour les ordres de réquisition. Jaurès aurait, selon Pierre Renaudel, témoin de son entrevue avec Abel Ferry, déclaré que si le gouvernement persistait à aller vers la guerre « (il) dénoncerait les ministres à tête folle ». Abel Ferry, sur un ton navré — et nullement menaçant — se serait contenté de répondre « Mais mon pauvre Jaurès, on vous tuera au premier coin de rue ! … ». Abel Ferry sera tué au front, blessé mortellement par un éclat d’obus en 1918.

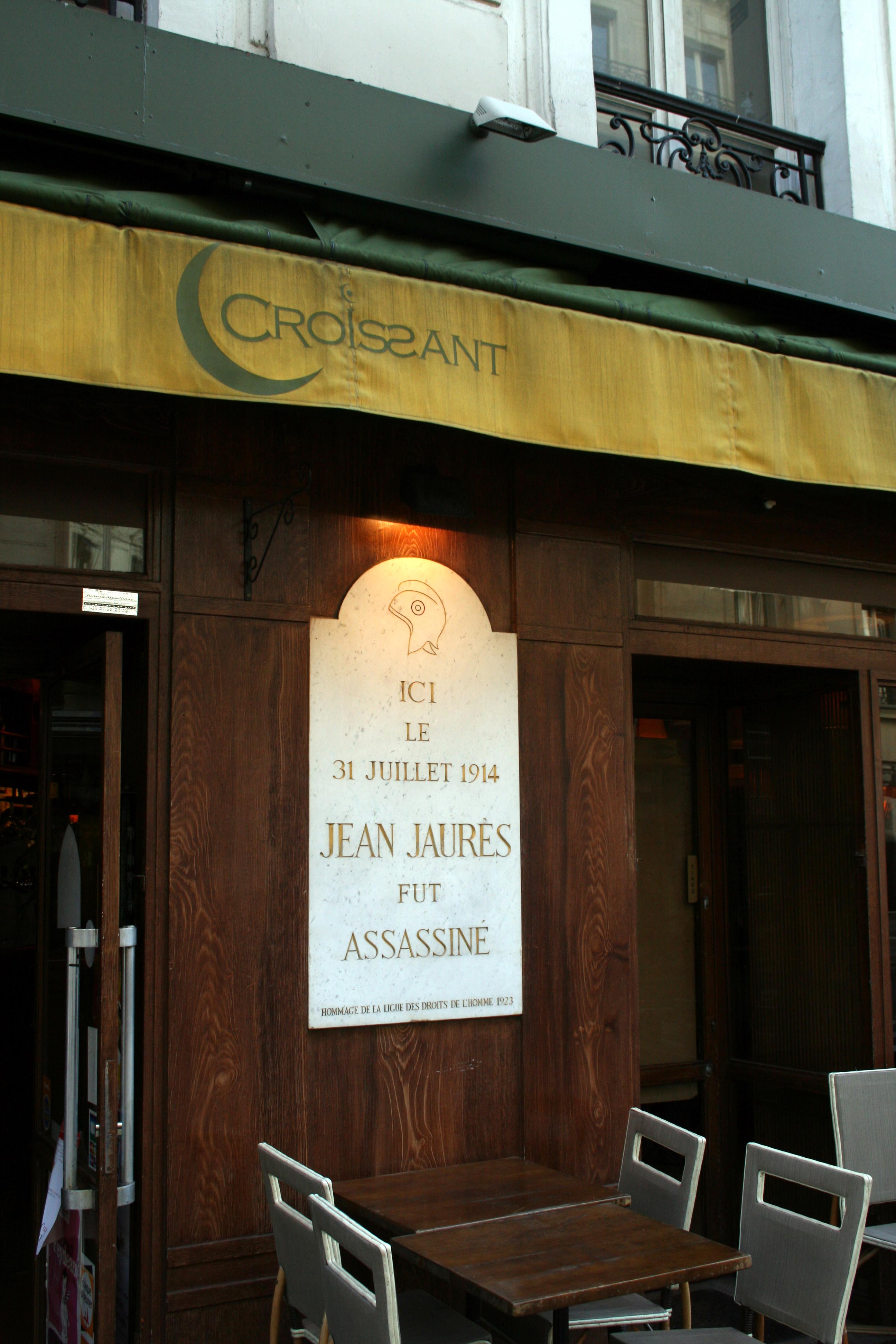
Plaque commémorative au café du Croissant, 146 rue Montmartre (à l’angle du côté pair de la rue du Croissant),.

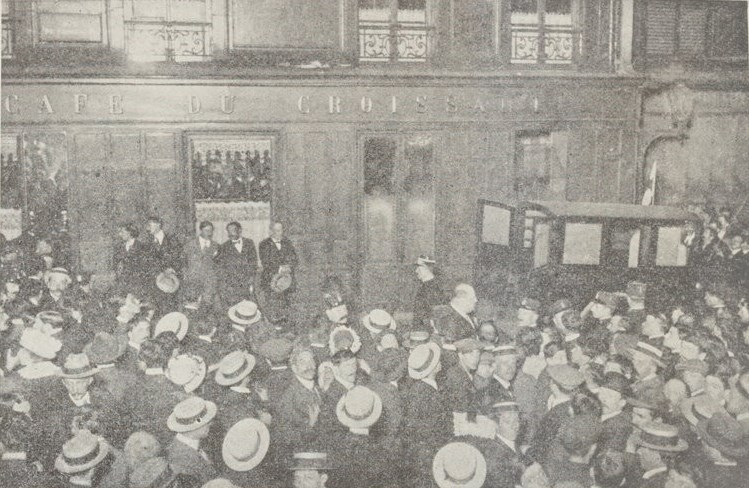
La foule devant le lieu du crime. Une ambulance est visible à droite.

En fin de journée, il se rend au siège de son journal pour préparer un article de mobilisation antiguerre pour l’édition du 1er août. Auparavant, il sort dîner au café du Croissant, rue Montmartre, avec ses collaborateurs du journal dont Pierre Renaudel, Jean Longuet, Philippe Landrieu, Ernest Poisson, et Georges Weill. Il est assis dos à la fenêtre ouverte, séparé de la rue par un simple brise-bise. Observant depuis la rue la salle du café où il avait repéré que Jaurès dînait habituellement, caché par le rideau, l’assassin tire deux coups : la première balle pénètre dans la région pariétale de la tête, la seconde va se perdre dans une boiserie entourant une glace. Jaurès est pratiquement tué sur le coup d'une hémorragie cérébrale. Dans la confusion, Madame Poisson, épouse du collaborateur de L'Humanité Ernest Poisson, hurle : « Jaurès est tué ! » Ultérieurement on lui prête l'exclamation « Ils ont tué Jaurès ! » repris dans le monde ouvrier qui déplore « Ils ont tué Jaurès. C'est la guerre ». C'est cette version apocryphe accusant les nationalistes qui a survécu.

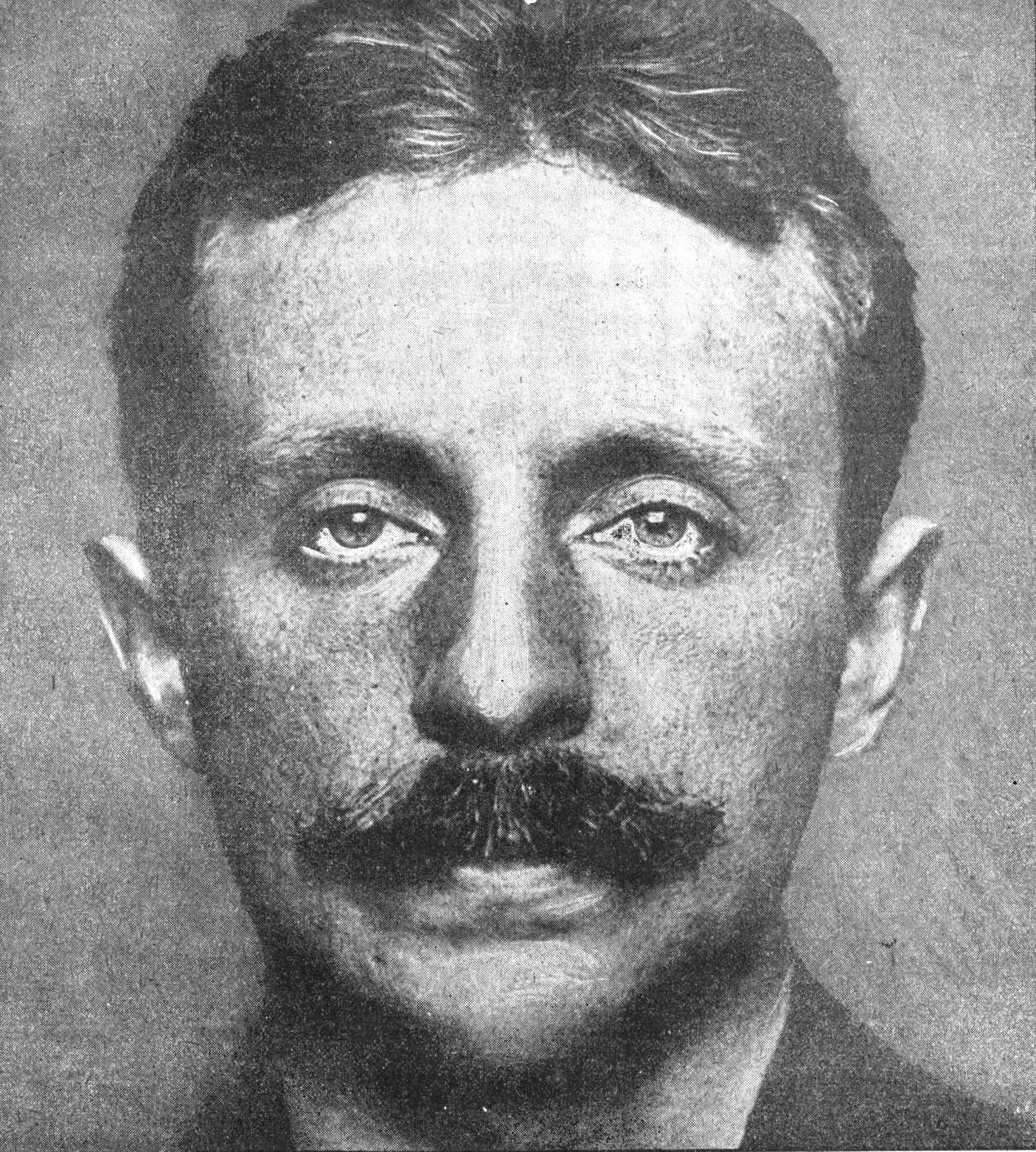
Raoul Villain, l'assassin de Jaurès.

L’assassin est Raoul Villain, un Rémois de 29 ans, étudiant en archéologie à l’École du Louvre, et surtout adhérent de la Ligue des jeunes amis de l'Alsace-Lorraine, groupement d’étudiants nationalistes, partisans de la guerre et proche de l’Action française. Il est arrêté et déclare avoir agi en solitaire pour « supprimer un ennemi de son pays ». Cette thèse de l’acte isolé est reprise telle quelle dans l’acte d’accusation dressé le 22 octobre 1915. Il est décrit comme un personnage falot, calme et pieux, blond, les yeux bleus, d’apparence juvénile. Sans avoir jamais vu Jaurès, il s’est peu à peu mis en tête de tuer le traître, l’Allemand. Sans doute convaincu de la nécessité de son geste depuis le mois de décembre précédent, il mûrit son acte tout au long du mois de juillet, achète un revolver Smith & Wesson, s’exerce au tir, écrit quelques lettres incohérentes, repérant le domicile du dirigeant socialiste, son journal, le café où il avait ses habitudes.
Depuis de longs mois, voire des années, la presse nationaliste et les représentants des Ligues « patriotes » (comme Léon Daudet ou Charles Maurras) s’étaient déchaînés contre les déclarations pacifistes de Jaurès, son internationalisme, et le désignaient comme l’homme à abattre, en raison de son engagement passé en faveur d’Alfred Dreyfus. Les déclarations de ce type abondent dans les semaines précédentes[réf. nécessaire].

« Dites-moi, à la veille d’une guerre, le général qui commanderait […] de coller au mur le citoyen Jaurès et de lui mettre à bout portant le plomb qui lui manque dans la cervelle, pensez-vous que ce général n’aurait pas fait son plus élémentaire devoir ? »

— Maurice de Waleffe dans L’Écho de Paris du 17 juillet 1914.

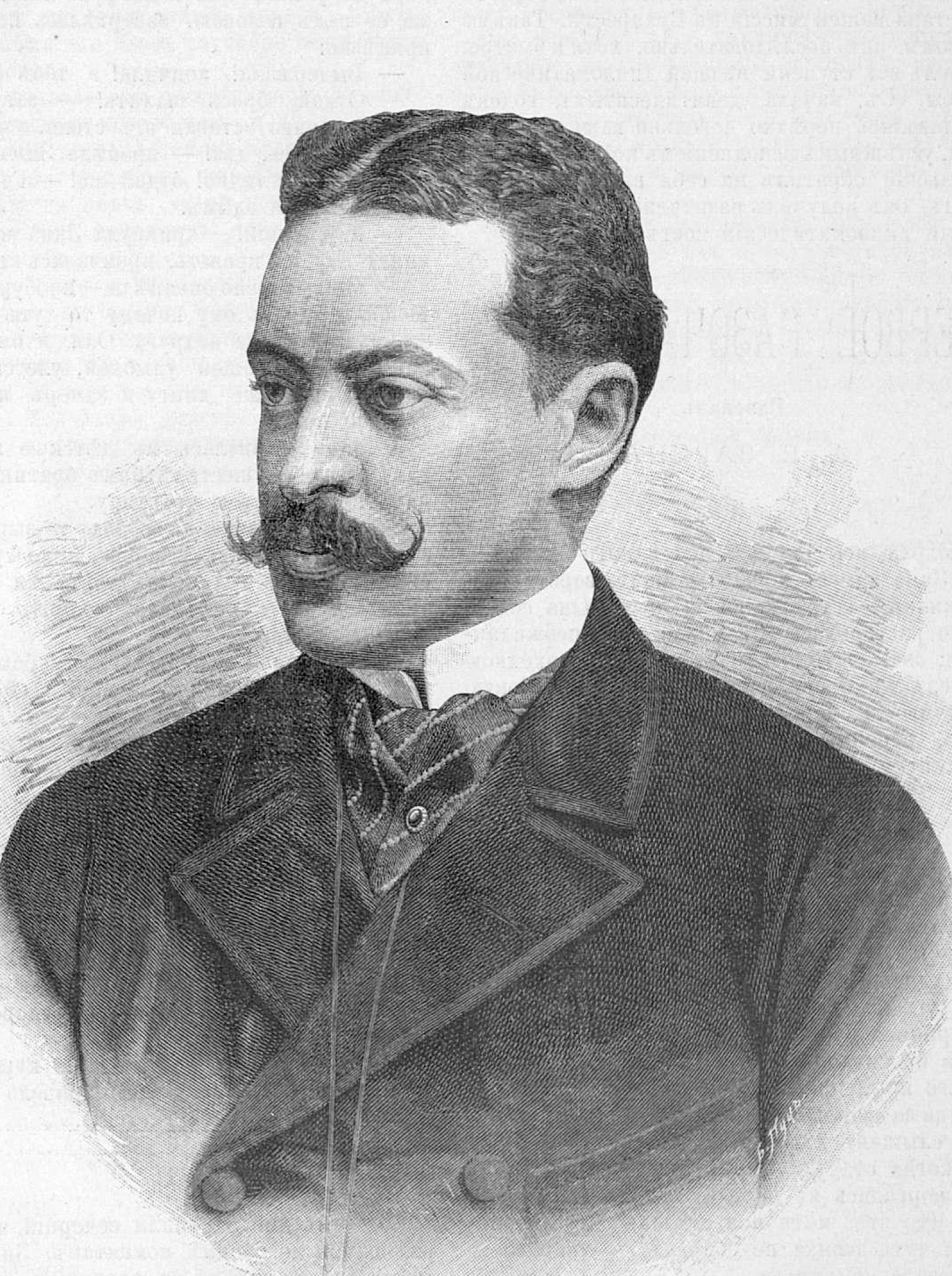
Alexander Izvolsky, Ambassadeur de Russie à Paris.

Mais les outrances écrites ne font que dissimuler une montée progressive du nationalisme dans l’opinion, ce que Jaurès et les socialistes semblent n’avoir pas voulu reconnaître. Depuis les crises au Maroc ou dans les Balkans des années récentes, l’affrontement avec l’Allemagne devenait inéluctable, comme le sentait Clemenceau. À l’occasion des discussions sur ses positions hostiles contre la loi des trois ans de service militaire à l’hiver 1913 et au printemps 1914, les deux hommes se sont affrontés durement. En mai 1912, la décision de Poincaré, président du Conseil, d’ériger la fête de Jeanne d’Arc en fête nationale, était un symbole. De même, le ralliement de nombreux radicaux aux républicains et aux représentants des partis de la droite pour élire Poincaré en janvier 1913 comme Président de la République témoignait aussi du glissement politique en cours.
Dans son livre Ils ont tué Jaurès, paru en 1968, François Fontvieille-Alquier note de troublantes relations entre Raoul Villain et les services de l’ambassadeur de la Russie Impériale, Izvolsky. L’accusation fut plusieurs fois portée par des proches de Jaurès d’une collusion entre les services russes et Raoul Villain qui aurait pu faire l’objet d’une manipulation. Izvolsky arrosait du reste généreusement la presse nationaliste et belliciste, ce qui avait fait dire à Jaurès parlant du financement de celle-ci qu’elle était à la solde de « cette canaille d’Izvolsky ». Toutefois, la réalité d’une manipulation de Villain n’a jamais pu être formellement prouvée[source insuffisante].

## Conséquences politiques

### Réactions

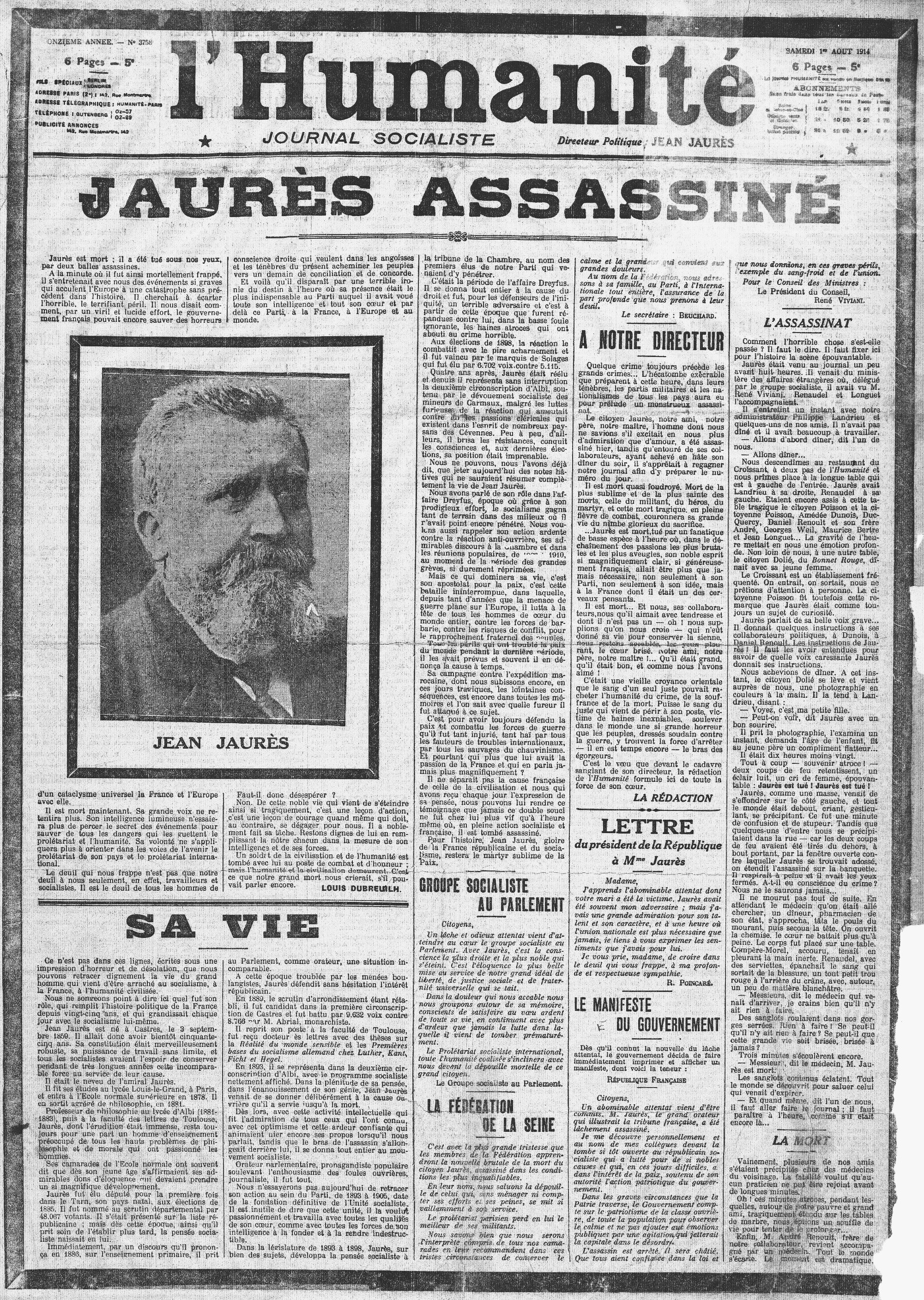
L'Humanité du 1 août 1914.

Si les proches du leader assassiné et les militants socialistes à Paris comme à Carmaux furent bouleversés (« Ils ont tué Jaurès »), et si certains extrémistes de droite se réjouirent bruyamment, toutes les recherches historiques montrent que la population eut généralement une réaction de tristesse face à un évènement qui venait symboliser le basculement dans l’incertitude, la peur des horreurs de la guerre désormais inéluctable.

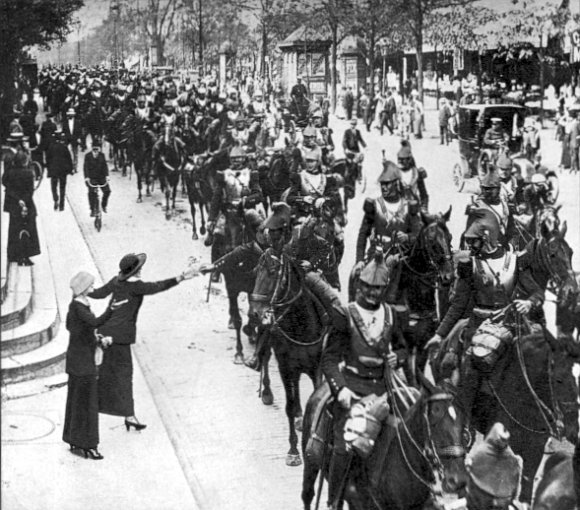
Régiment de cuirassiers à Paris, août 1914.

Le gouvernement qui se réunit dans la nuit craint d’abord des réactions violentes dans les grandes villes, et retient dans la capitale deux régiments de cuirassiers en instance de départ pour la frontière. Cependant, rapidement, les rapports qu’obtient le ministre de l’Intérieur Louis Malvy lui font estimer que les organisations de gauche ne vont pas déclencher de troubles. Dans le même temps, la direction du Parti socialiste fait savoir qu’elle n’appellera pas à des manifestations.

« L’assassinat de M. Jaurès n’a causé dans les esprits qu’une émotion relative. Les ouvriers, les commerçants et les bourgeois sont surpris douloureusement, mais s’entretiennent beaucoup plus de l’état actuel de l’Europe. Ils semblent considérer la mort de Jaurès comme liée aux événements actuels beaucoup plus dramatiques. »

— Xavier Guichard, directeur de la police municipale de Paris, rapport adressé le 1er août 1914 à 10 h 25 au ministère de l’Intérieur
Le samedi 1er août au matin, le président Poincaré fait porter un message de condoléances à madame Jaurès et le gouvernement fait placarder une affiche condamnant l’assassinat et dans laquelle le président du Conseil, rappelant la mémoire du dirigeant disparu, rend hommage, au nom du gouvernement, « au républicain socialiste qui a lutté pour de si nobles causes et qui, en ces jours difficiles, a, dans l’intérêt de la paix, soutenu de son autorité l’action patriotique du gouvernement ».

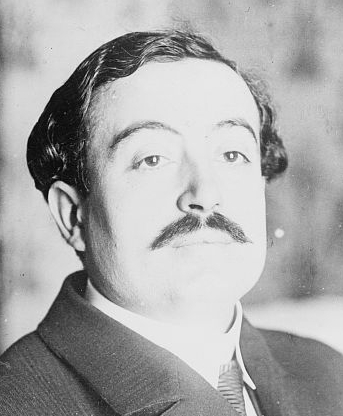
Louis Malvy, ministre de l’Intérieur.

Le 1er août à 14 h 25, afin de ne pas empêcher le ralliement des ouvriers à la guerre par la décapitation des syndicats et rassuré par la réaction des instances nationales de la CGT, le ministre de l’Intérieur, Louis Malvy, décide, dans un télégramme adressé à tous les préfets, de ne pas utiliser le fameux Carnet B qui, tenu par la gendarmerie, recensait dans chaque département la liste des dirigeants anarchistes, syndicalistes ou révolutionnaires qui devaient être arrêtés en cas de conflit, ayant exprimé l’intention d’empêcher l’effort de guerre.
À 16 h 25, une affiche jaune manuscrite est placardée à la préfecture de police, sur les bureaux de poste et les monuments publics. Dans les heures qui suivent, sur les murs de toutes les mairies de France, les affiches blanches d’appel à la mobilisation avec les drapeaux tricolores sont collées.
Le dimanche 2 août, ainsi que le dit Jean-Jacques Becker, ayant recensé les sources les plus diverses, les Français se situent « à peu près à égale distance de la consternation et de l’enthousiasme, amalgamant en quelque sorte la résignation et le sens du devoir ».
Le 3 août, l’Allemagne déclare la guerre à la France, le lendemain, l’Angleterre déclare la guerre à son tour.

### Union sacrée

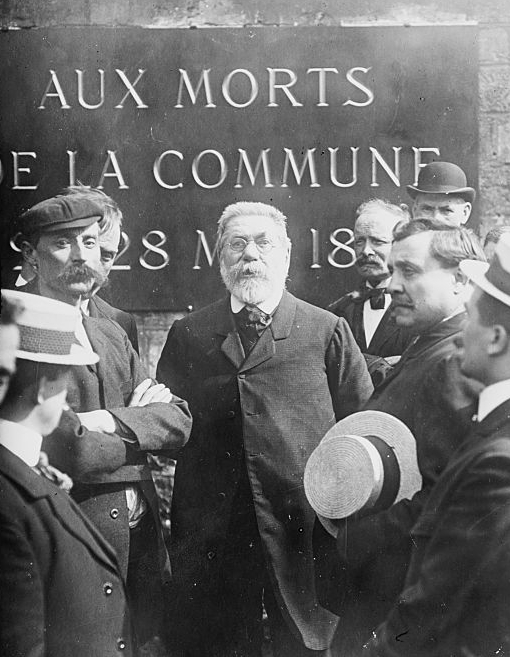
Édouard Vaillant au cimetière du Père-Lachaise.

Dès le 1er août, de nombreux signes avaient indiqué que la gauche française se ralliait à la guerre. Même certains des antimilitaristes les plus irréductibles basculent. Ainsi, le journal La Guerre sociale de Gustave Hervé sort une édition spéciale avec trois titres : Défense nationale d'abord !, Ils ont assassiné Jaurès, Nous n’assassinerons pas la France. Le Bonnet rouge, journal anarchiste d’Almereyda, titre : « Jaurès est mort ! Vive la France ». La Bataille syndicaliste, organe de la CGT, adopte le même ton. À la salle Wagram, le 2 août, à la réunion du Parti socialiste qu’avait convoquée Jaurès, Édouard Vaillant, le vieux révolutionnaire de la Commune, déclare : « En présence de l’agression, les socialistes rempliront tout leur devoir. Pour la Patrie, pour la République, pour l’Internationale ».

Le 4 août au matin, les obsèques officielles de Jaurès sont célébrées. Un catafalque est dressé au coin de l’avenue Henri-Martin. Sont présentes devant une foule immense toutes les autorités de la République, comme le président du Conseil Viviani, le président de la Chambre des députés Paul Deschanel, la plupart des ministres, les dirigeants de toute la gauche socialiste et syndicale et même l’opposition nationaliste, Maurice Barrès en tête. C’est la première manifestation de l’Union nationale. Léon Jouhaux, le secrétaire général de la CGT, dans le discours qui fit le plus d’impression, y lance un appel aux armes. Il crie sa haine de la guerre, de l’impérialisme, du militarisme. 

« Jaurès a été notre réconfort dans notre action passionnée pour la paix ; ce n’est pas sa faute si la paix n’a pas triomphé. […C’est celle des empereurs d’Allemagne et d’Autriche-Hongrie…]. Nous prenons l’engagement de sonner le glas de vos règnes. Avant d’aller vers le grand massacre, cet engagement, je le prends au nom des travailleurs qui sont partis, et de ceux qui vont partir. »

Le même jour, la volonté présidentielle d’« union » est rapportée aux deux chambres par le président du Conseil René Viviani : « Dans la guerre qui s’engage, la France […] sera héroïquement défendue par tous ses fils, dont rien ne brisera devant l’ennemi l’Union sacrée ». Au palais Bourbon, les socialistes votent à l’unanimité les crédits militaires.
À l'issue de la cérémonie des obsèques, le corps de Jean Jaurès est transporté en train à Albi où il est inhumé, deux jours plus tard, au cimetière des Planques.
Le 26 août, un gouvernement d’union nationale est constitué par Viviani. Les socialistes, dont le vieux dirigeant révolutionnaire Jules Guesde, ministre d’État, ou les proches de Jaurès comme Marcel Sembat, ministre des Travaux publics, y participent. Dans un manifeste du 29 août, la direction du Parti socialiste SFIO affirme que « dès lors qu’il ne s’agit pas de l’ordinaire participation à un gouvernement bourgeois […mais] de l’avenir de la Nation, le parti n’a pas hésité ». Seule une petite minorité refuse la guerre et l’union sacrée, parmi lesquels le socialiste Charles Rappoport ou le syndicaliste Pierre Monatte. La majorité des socialistes allemands se rallient également à l’Union sacrée. En décembre 1914, le seul député allemand à s’opposer au vote des crédits de guerre est Karl Liebknecht, qui participe avec Rosa Luxemburg à la création de la Ligue spartakiste, composée de socialistes opposés à la guerre.

## Procès et mort de Raoul Villain
Raoul Villain est incarcéré en attente de son procès durant toute la Première Guerre mondiale. Après cinquante-six mois de détention provisoire, la guerre achevée, son procès est organisé devant la Cour d’assises de la Seine. Villain a la chance de n’être jugé qu’en 1919, à sa demande, dans un climat d’ardent patriotisme. Lors des audiences qui se déroulent du 24 au 29 mars, ses avocats, dont le grand pénaliste Henri Géraud, mettent en avant sa démence. Ils argumentent aussi sur l’acte d’un homme isolé, ce qui résultait de son interrogatoire par Célestin Hennion, le préfet de police de Paris, dans la nuit du 31 juillet 1914. Parmi les témoins en sa faveur figure Marc Sangnier, venu défendre la « valeur morale » d'un ancien disciple. Raoul Villain est acquitté le 29 mars 1919 par onze voix sur douze, un juré ayant même estimé qu’il avait rendu service à sa patrie : « Si l’adversaire de la guerre, Jaurès, s’était imposé, la France n’aurait pas pu gagner la guerre. » La veuve de Jaurès est condamnée aux dépens (paiement des frais du procès).

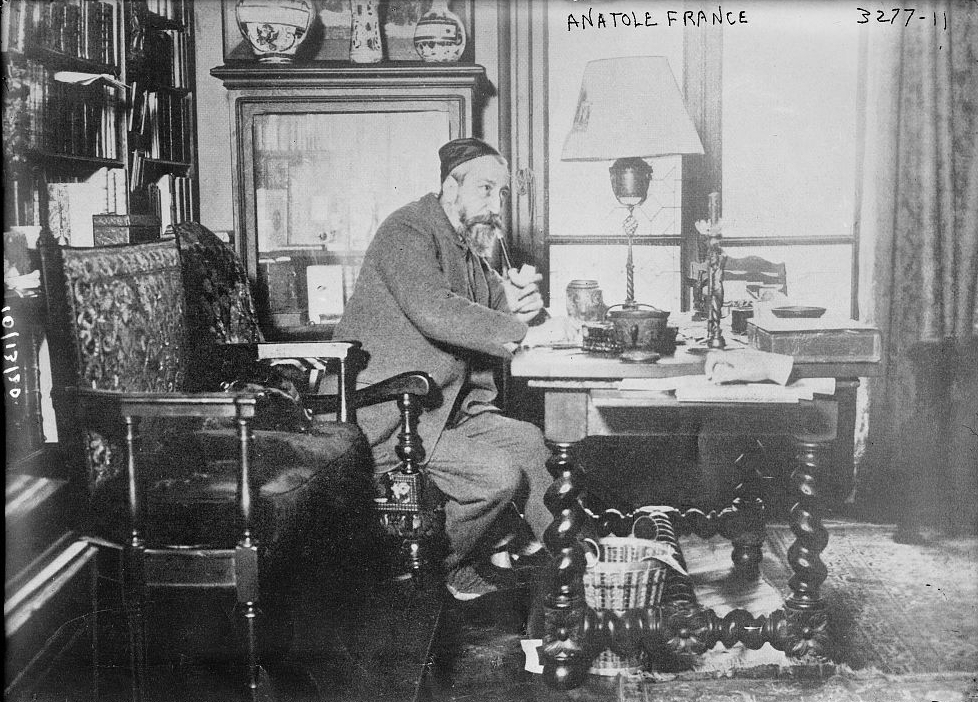
Anatole France.

Le 14 mars 1919, soit quinze jours plus tôt, le 3e conseil de guerre de Paris, juridiction militaire, condamnait à la peine de mort Émile Cottin, l’anarchiste qui avait blessé de plusieurs balles Clemenceau le 19 février précédent.
En réaction, Anatole France écrit : « Travailleurs, Jaurès a vécu pour vous, il est mort pour vous. Un verdict monstrueux proclame que son assassinat n’est pas un crime. Ce verdict vous met hors la loi, vous et tous ceux qui défendent votre cause. Travailleurs, veillez ! » Une manifestation est organisée le 6 avril suivant par les sections socialistes et syndicales de Paris pour protester contre le verdict et honorer Jaurès le pacifiste. 100 000 personnes défilent, et les affrontements avec la police causent deux morts.
Raoul Villain s’exile alors sur l’île d’Ibiza. Peu après le début de la guerre d’Espagne en juillet 1936, l’île tombe aux mains des franquistes, puis est reconquise par les républicains, qui la quittent rapidement. Celle-ci est alors reprise par des groupes anarchistes, mais l’île est bombardée par l’aviation franquiste et dans le chaos, le 13 septembre 1936, les anarchistes exécutent Villain pour espionnage au profit de l’armée franquiste, sans que l’on sache s’ils savaient qui il était.

## Transfert au Panthéon des restes de Jean Jaurès

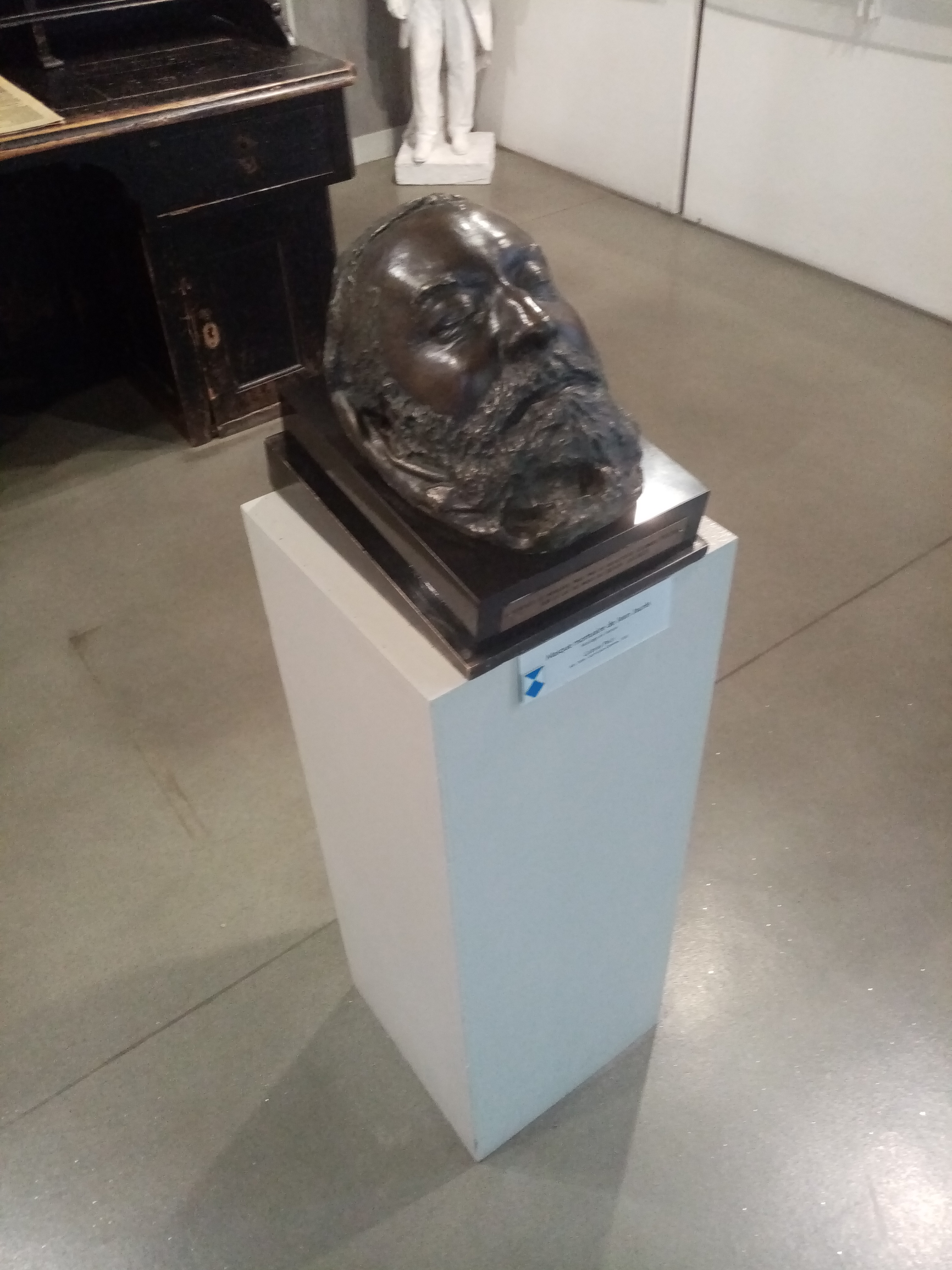
Masque mortuaire de Jean Jaurès assassiné en 1914 au Centre national et musée Jean Jaurès à Castres.

Les obsèques officielles de Jaurès, organisées le 4 août 1914, premier jour de la guerre, ont été sobres. Le verdict de 1919 avait choqué la gauche. Entre 1921 et 1924, plus de sept statues en hommage à Jaurès avaient été inaugurées dans diverses villes de France. Le 3 juin 1923, lors de l’inauguration de celle de Carmaux par son ami Anatole France, Édouard Herriot, le dirigeant du parti radical, suggère au gouvernement le transfert de ses restes au Panthéon.

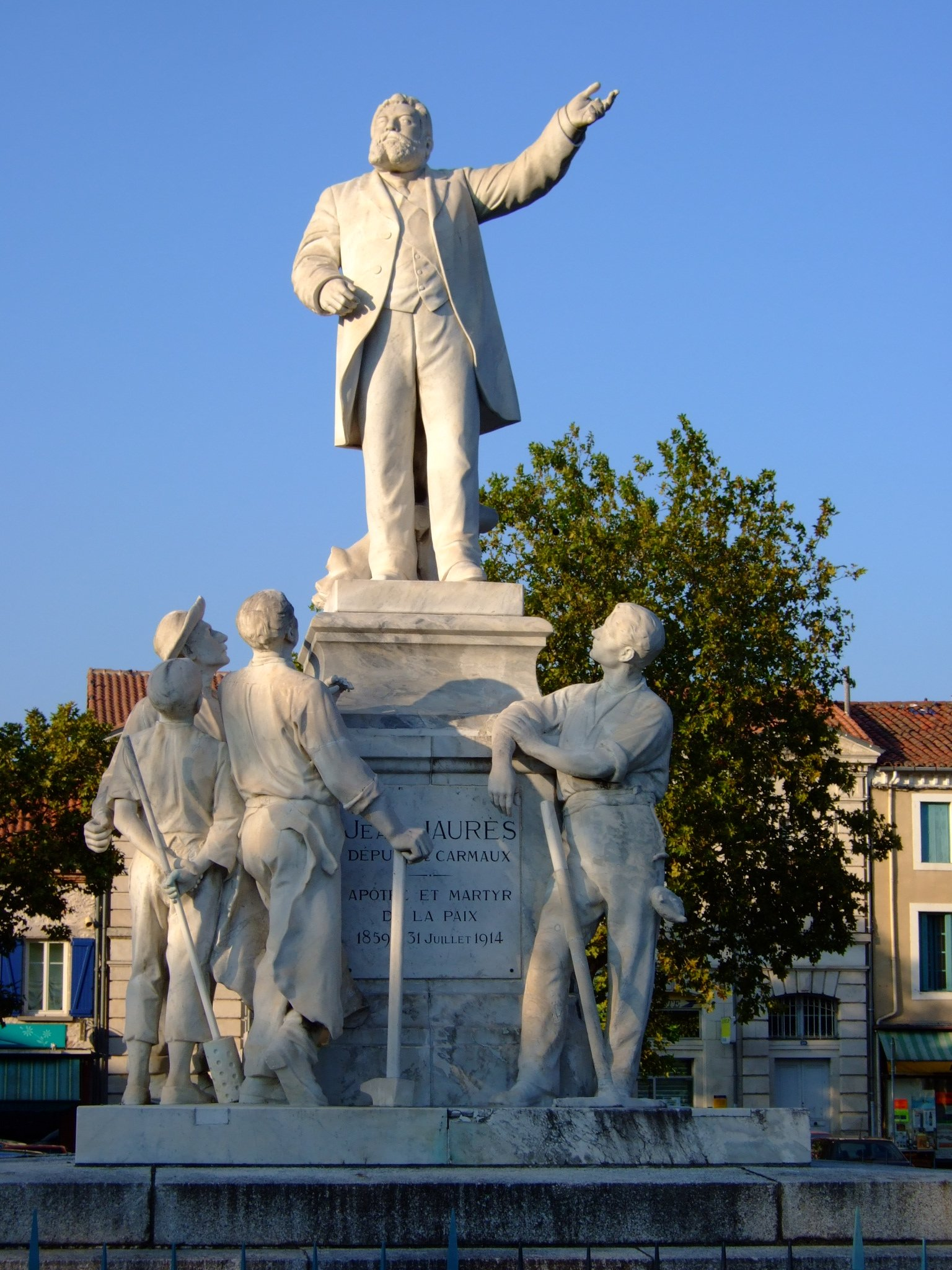
Monument de Jean Jaurès à Carmaux.

En 1924, Herriot, devient Président du Conseil du gouvernement du cartel des gauches, soutenu par le parti socialiste SFIO sur la base d'un programme pacifiste, anticlérical et social contre la politique du Bloc national. Herriot voit l'occasion de se donner un ancrage symbolique tout en rendant hommage à celui qui a tenté d’empêcher la guerre. Édouard Herriot, Paul Painlevé, tout comme Léon Blum et Albert Thomas, soutiens de ce gouvernement, avaient entamé leur carrière politique durant l’affaire Dreyfus, et ces dreyfusards avaient été fortement influencés par Jaurès. Le projet de loi est adopté par le Sénat et la Chambre des députés le 31 juillet 1924, jour du dixième anniversaire de l’assassinat de Jaurès, malgré l’opposition d’une partie de la droite, mais aussi des communistes qui s’élèvent contre la confiscation de Jaurès par le « Cartel de la mort ».
La cérémonie, initialement fixée au 4 ou au 22 septembre, dates anniversaires respectivement de la création des Troisième et Première Républiques, est finalement décidée pour le dimanche 23 novembre 1924. Léon Blum voulait une cérémonie majestueuse, un certain nombre de socialistes enthousiastes penchaient pour une emphase particulière, les radicaux ne souhaitaient pas en faire trop. Le cérémonial est finalement confié à Firmin Gémier, fondateur en 1920 du théâtre national populaire, qui s’en remet pour l’exécution au musicien Gustave Charpentier et au poète Saint-Georges de Bouhelier.

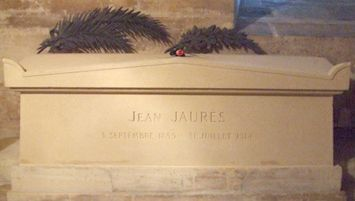
Tombe de Jean Jaurès au Panthéon français.

La veille de la cérémonie, le cercueil est acheminé d’Albi en train jusqu’à la gare d’Orsay, accompagné des mineurs de Carmaux. Il est acheminé jusqu’au palais Bourbon, dans la salle Casimir-Perier. En plus de la famille et des proches, la veillée mortuaire réunit les officiels : Édouard Herriot et ses ministres, les députés et sénateurs du cartel, les délégations de la CGT et de la Ligue des droits de l’homme.
Le dimanche 23 novembre 1924, sa dépouille est conduite au Panthéon, en cortège officiel auquel participent les mouvements politiques de gauche, excepté le parti communiste.
Le cortège officiel, précédé des bannières rouges des sections socialistes, est ouvert par des délégations d’organisations des partis mêlées aux corps constitués. Les mineurs de Carmaux suivent ensuite. Le cercueil de Jaurès, juché au faîte d’un spectaculaire corbillard est acheminé vers le Panthéon par les boulevards Saint-Germain et Saint-Michel. Les journaux parlent d’une foule de 80 000  à   100 000 personnes.
Un discours est prononcé par Herriot dans la nef du Panthéon en présence de 2 000 personnes, suivi de la lecture d’un poème de Victor Hugo. La cérémonie s’achève sur un oratorio chanté par un chœur de 600 exécutants.
Les communistes avaient voulu rendre hommage à Jaurès en organisant une délégation distincte. À la suite du premier cortège, ils suivent le même itinéraire en chantant L’Internationale. Portant des drapeaux rouges et des pancartes sur lesquelles on peut lire : « Guerre à la guerre par la révolution prolétarienne », « Instituons la dictature du prolétariat » ou « Aux ligues fascistes, opposons les centuries prolétariennes », ils scandent des slogans tels que « Vive les soviets ! » ou « Vive la dictature du prolétariat ! », et « À bas le parlement bourgeois ! » La préfecture de police dénombre 12 000 manifestants organisés, auxquels se joignent des dizaines de milliers de spectateurs.
Dans le journal L’Humanité du 24 novembre, évoquant les journées de mai 1871, Paul Vaillant-Couturier écrit :

« En défilant devant le Panthéon, saluez, avec le souvenir de Jaurès, l’un des plus sanglants combats de la Commune. La bourgeoisie de Versailles est toujours au pouvoir. Vous ne l’en chasserez que les armes à la main. »

Afin de bien souligner qu’il n’y avait pas (ou plus) de consensus national, l’Action française organise le même jour un hommage à Marius Plateau, secrétaire général des Camelots du roi assassiné en janvier 1923 par Germaine Berton, militante anarchiste qui s’était justifiée de son acte en disant qu’elle avait voulu venger Jaurès. Accompagnée de représentants du clergé, une foule de dirigeants et de militants se sont rendus au cimetière de Vaugirard pour entendre Léon Daudet célébrer leur martyr.

## Dans la littérature
Dans un article consacré à Jaurès publié en juillet 1915, Léon Trotski résume ainsi la fin de sa vie : 

« La guerre mondiale devait mettre Jaurès face à face avec des questions qui divisèrent le socialisme européen en deux camps ennemis. Quelle position eut-il occupé ? Indubitablement, la position patriotique. Mais il ne se serait jamais résigné à l'abaissement qu'a subi le parti socialiste français sous la direction de Guesde, Renaudel, Sembat et Thomas… Et nous avons entièrement le droit de croire qu'au moment de la révolution future, le grand tribun eût déterminé, choisi sans erreur sa place et développé ses forces jusqu'au bout.
Un morceau de plomb a soustrait Jaurès à la plus grande des épreuves politiques. »

Dans la fresque de Roger Martin du Gard, Les Thibault, l'événement est décrit ainsi :

« Un claquement bref, un éclatement de pneu, l'interrompit net ; suivi, presque aussitôt, d'une deuxième détonation et d'un fracas de vitres. Au mur du fond, une glace avait volé en éclats.
Une seconde de stupeur, puis un brouhaha assourdissant. Toute la salle, debout, s'était tournée vers la glace brisée : « On a tiré dans la glace ! - Qui ? - Où ? - De la rue ! »
…
À ce moment, Mme Albert, la gérante, passa devant la table de Jacques, en courant. Elle criait : « On a tiré sur M. Jaurès ! »

— Roger Martin du Gard dans L'été 1914, 7e volume des Thibault.